# Trentepohlia (Mongoma) longisetosa
Trentepohlia (Mongoma) longisetosa is een tweevleugelige uit de familie steltmuggen (Limoniidae). De soort komt voor in het Australaziatisch gebied.